# 交響曲第3番 (グリエール)

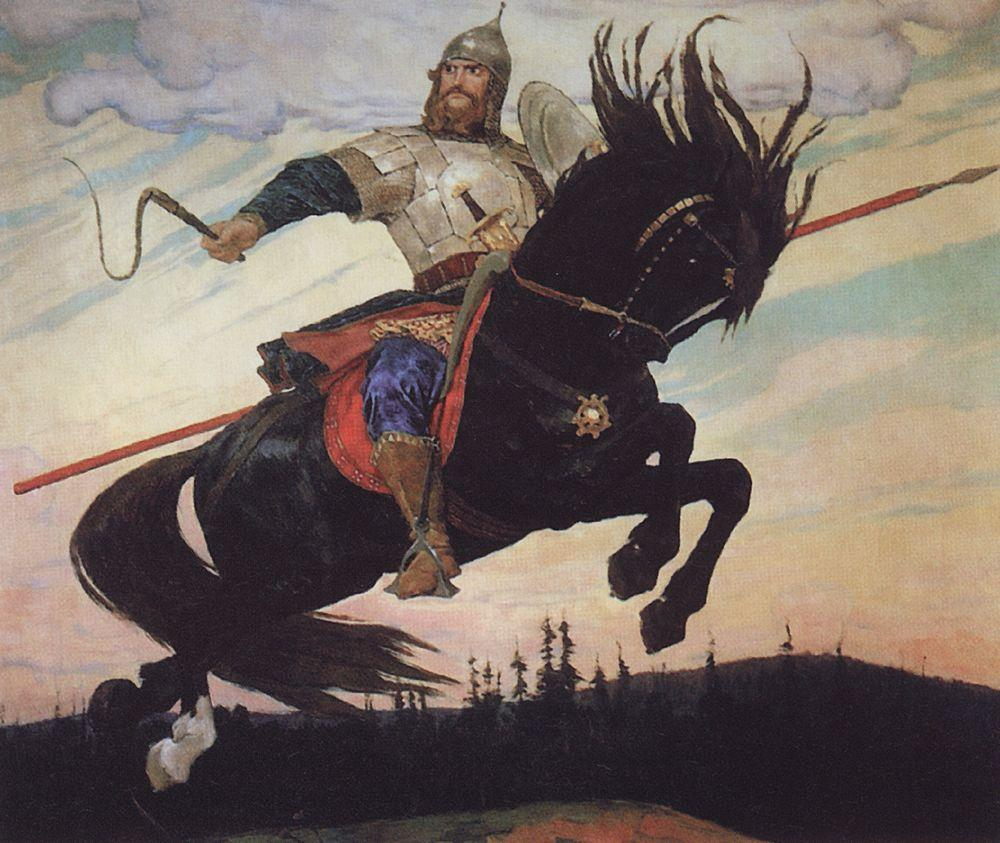
ヴィクトル・ヴァスネツォフによるイリヤー・ムーロメツ、1914年。

交響曲第3番『イリヤー・ムーロメツ』ロ短調 作品42は、レインゴリト・グリエールの管弦楽作品。1909年に着手され、1911年に完成し、アレクサンドル・グラズノフに献呈された。1912年にモスクワでエミール・クーパーの指揮により初演されている。グリエールが全身全霊を傾けて完成させた記念碑的な大作である。
ロシアの管弦楽曲の長い伝統を拠り所としており、ロシアの標題交響曲としては、リムスキー＝コルサコフの《アンタール》とチャイコフスキーの《マンフレッド交響曲》に次ぐ作品となっている。グリエールは、本作を以て交響曲及び後期ロマン主義から手を引き、ロシア革命後にはオリエンタリズムを取り入れた社会主義リアリズムに転じることとなる。
この交響曲は、10世紀のキエフ大公ウラジーミル1世に仕えたとされる伝説上の勇士イリヤー・ムーロメツの物語に基づいて構成されている。イリヤー・ムーロメツ伝説は、ロシアで人気のある物語であった。

## 楽器編成
4管編成で以下の大オーケストラが起用されている。
ピッコロ、フルート3、オーボエ3、コーラングレ1、クラリネット3、バスクラリネット、ファゴット3、コントラファゴット1、ホルン8、トランペット4、トロンボーン4、チューバ1、ティンパニ（一時的に2人）、トライアングル1、グロッケンシュピール1、小太鼓、大太鼓、ゴング、シンバル、鐘、チェレスタ、ハープ2、弦五部（16型）

## 楽曲構成・楽章
全曲を通した演奏の所要時間は平均80分前後（75分～85分）であり、4楽章制の交響曲としては、ブルックナーの《交響曲第8番 ハ短調》やマーラーの《交響曲第6番 イ短調》、フルトヴェングラーの《交響曲第2番 ホ短調》と並んで、最も長い部類に入る。
4つの楽章から成り、各楽章は以下のような標題のもとに構想されている（初版において、ロシア語とフランス語で書かれている）。両端楽章はリムスキー＝コルサコフ、第2楽章はワーグナーと中期スクリャービン、第3楽章はグラズノフの影響が見出される。

### 第1楽章「さまよえる巡礼の一団。イリヤー・ムーロメツとスヴャトゴール」
アンダンテ・ソステヌート～アレグロ・リソルート Andante sostenuto - Allegro risoluto. 
農民の息子で病弱だったイリヤは、30年のあいだ病床に臥していたが、30歳になったある時、二人の巡礼者が現れてイリヤをボガトゥイリ（勇士・豪傑）へと変え、戦士の中の戦士と言われた英雄スヴャトゴールの許へと送り出す。スヴャトゴールは、イリヤが探し当てると、すべての能力をイリヤに譲り渡して息を引き取る。イリヤの病弱を表すような長い序奏の後にテンポを上げ、最後はニ長調に転じて明るく終結する。約20分。

### 第2楽章「追い剥ぎソロヴェイ」
アンダンテ Andante. 
ソロヴェイとは、ロシア語で「夜鳴きうぐいす」のこと。ソロヴェイというあだなの山賊は、薄暗い森影で口ずさみながら（または口笛を吹きながら）人を襲って金品を奪った挙句に、殺人を繰り返していた。戦士イリヤは、ソロヴェイの片目を射抜き、生け捕りにしてウラジーミル公の許に送り届ける。森影の中での鳥の鳴き声が模倣され、ソロヴェイが生け捕りにされるところでクライマックスとなったのち、静かに消えていく。約25分。

### 第3楽章「聖公ウラジーミルの宮廷にて」
アレグロ Allegro.
作品中で最も短い楽章（オリジナルは約7分、下記のストコフスキー版は約5分）。スケルツォ楽章に該当する。イリヤはウラジミール1世の居城（別名「太陽宮」）で開かれた豪華な宴席に参加する。しかし、捕まえていたソロヴェイが暴れたため、イリヤはソロヴェイの首を刎ねる。ソロヴェイの殺害のところで第2楽章が再現される。

### 第4楽章「イリヤー・ムーロメツの武勲。勇士たちが石と化す」
Allegro tumultuoso - Tranquillo - Maestoso solemne - Andante sostenuto. 
イリヤは軍団を率いて、邪悪なバトゥイガ（Batygha）と異教の掠奪団を撃破する。イリヤはさらに戦い続けることを告げると、天から様々な軍団が降りてくる。天使たちとの戦いによってじわじわと敗色が濃くなるうち、イリヤは悔恨し、祈りを捧げると、従者たちと共に石へと姿を変えられる。クライマックスで既存3楽章の主題が複雑に組み合わされ、曲は静かに、悲劇的なうちに終結する。約30分。

## 版の問題
指揮者のレオポルド・ストコフスキーはこの作品を非常に評価し、スラヴ文化の集大成と見なしていた。それでも1930年に、この作品が聴衆に親しまれていないことに鑑みて、この作品をカットすることを許可してくれるように作曲者に頼んでいる。グリエール自身が本気でそのような選択をしたのかはともかくも、アメリカ合衆国の大指揮者に取り上げられる可能性に動かされたのは間違いなく、ストコフスキーの提案に同意することにしたのである。そこでストコフスキーは本作を、およそ45分の長さに切り詰めて、たびたびこの短縮版で録音を行なった（ちなみにユージン・オーマンディ指揮フィラデルフィア管弦楽団の録音もストコフスキー版を用いている）。このような「裏切り」によって作品はあまり壮大ではなくなり、交響曲サイズの連作交響詩ないしは交響組曲といった観は免れなくなったものの、ストコフスキー版がそれ自体の魅力を醸し出しており、非常に効果的であるのは疑いの余地がない。
しかしながらこのような変更が必要であるとは他の指揮者からは認められておらず、ヘルマン・シェルヘン、ハロルド・ファーバーマン、ヨアフ・タルミ、ドナルド・ジョハノス、エドワード・ダウンズの録音は、全曲カットなしで、原曲の気宇壮大な雰囲気を伝える演奏となっている。このように現在では、一般の音楽愛好家にとってノーカットの原曲盤が入手しやすくなっている。